# Гибель Джона Чау
Джон Аллен Чау (англ. John Allen Chau; 18 декабря 1991, Скотсборо, Алабама — 17 ноября 2018, Норт-Сентинел, Андаманские и Никобарские острова) — американский христианский миссионер, погибший на Северном Сентинельском острове от рук аборигенов, после того как незаконно высадился на острове и пытался обратить местных жителей в христианство.

## Биография
Родился 18 декабря 1991 года в г. Скотсборо, штат Алабама. Третий и самый младший сын Линды Адамс-Чау, организатора общества Хи-Альфа, и Патрика Чау, психиатра, эмигранта из материкового Китая, покинувшего родину в ходе Культурной революции.
В детстве Чау любил путешествовать, ходить в походы, кемпинги, и преуспел в различных клубных, благотворительных и других внеклассных мероприятиях. Он восхищался путешественниками и миссионерами, в том числе Дэвидом Ливингстоном и Брюсом Олсеном. Учился в Университете Орала Робертса в штате Оклахома. Чау участвовал в миссионерских поездках в Мексику, Иракский Курдистан и ЮАР. Впервые он посетил Андаманские острова в 2015 и 2016 годах в ходе миссионерских поездок, но не посещал остров Северный Сентинел.
В 2017 году, когда Чау участвовал в миссионерском обучении в учебном лагере евангелической организации All Nations, расположенной в Канзас-сити, он, по сообщениям, выразил интерес в проповедовании христианства сентинельцам. В октябре 2018 года он прибыл в Порт-Блэр и оборудовал там свою базу, где приготовил пакет для первого контакта: карточки с картинками для общения, подарки для сентинельцев, медицинское оборудование и другие необходимые вещи .

## Гибель
В ноябре Чау высадился на Северном Сентинельском острове, он полагал, что это последний оплот Сатаны на Земле. Чау поставил целью вступить в контакт с сентинельцами и пожить среди них. Он высказывал стойкое желание проповедовать христианство этому племени. Готовясь к поездке, Чау прошёл вакцинацию и карантин, также проходил медицинскую и языковую подготовку. Однако он не получил разрешения у индийских властей, поэтому его поездка в глазах индийского закона была нелегальной. Иностранцы обязаны получать разрешения для посещения Андаманских и Никобарских островов, а Северный Сентинельский остров вообще закрыт для посещения для кого бы то ни было. Чау заплатил двум рыбакам 25 тысяч индийских рупий, чтобы те довезли его до острова. Позднее рыбаки были арестованы.
Чау пересел на каяк, достиг острова и попытался вступить в контакт с сентинельцами, но оставил подарки и отступил, когда островитяне стали натягивать тетивы луков. Позднее он вернулся на остров и подошёл к берегу, пытаясь пообщаться с туземцами. После того как один из дикарей выпустил стрелу, пробившую Библию, Чау запаниковал и бросился с каяка в воду, пытаясь доплыть до рыбацкой лодки. В последний раз миссионера видели живым 16 ноября. Он уговорил рыбаков оставить его одного на берегу, полагая, что сентинельцы в отсутствие лодки будут чувствовать себя более спокойно. Перед этим он записал в дневнике, что боится, но «стоит заявить об Иисусе этим людям». Предположительно, Чау был убит сентинельцами — застрелен из лука. Рыбак, доставивший его на остров, позднее видел, как туземцы волокут тело по берегу и закапывают его.

## Реакция
Несмотря на усилия индийских властей, что привело к напряжённой встрече с племенем, тело Чау так и не было найдено. Индийские власти предприняли несколько попыток найти тело, но в итоге отказались от них. Антрополог, участвовавший в этом деле, рассказал газете The Guardian, что риск столкновения между поисковой партией и островитянами слишком высок, чтобы оправдать дальнейшие попытки. После смерти Чау было открыто дело об убийстве.
Организация Survival International и другие критиковали Чау за посещение острова, которое могло повлечь заражение местных жителей болезнетворными бактериями. Критике со стороны СМИ подверглась и евангелическая организация All Nations, подготовившая Чау, поскольку описывала его как мученика и выразила соболезнования в связи с его смертью. Его отец также винил в смерти сына миссионерское сообщество, за внушение ему крайних христианских точек зрения. Согласно газете The New York Times, в ходе миссионерской подготовки обучающиеся посещали бутафорскую дикарскую деревню, жители которой притворялись враждебными туземцами, вооружёнными фальшивыми копьями.
В ответ на гибель Чау М. Сасикумар из института исследования Азии им. Маулана Абу Калама подверг сомнению юридическое обвинения в убийстве Чау и то, что он назвал «романтической версией» инцидента в СМИ. Он писал, что этот случай должен послужить предупреждением, что политика «только наблюдения» применительно к сентинельцам должна быть ужесточена и должна также относиться к рыбакам, чтобы предотвратить подобное.
Михель Шёнхут, профессор культуры и антропологии из Трирского университета, заявил, что реакция СМИ на гибель представляет культурный интерес. Он писал, что поднявшаяся полемика стала частью более широкого обсуждения вопроса правильных отношений между оставшимися изолированными дикарскими племенам и современным миром. Шёнхут писал, что присутствие в сети евангелического миссионерского сообщества, куда входил Чау, выросло за последние двадцать лет, что они представили версию, в которой несут цивилизацию первобытным людям, и что вероятность гибели миссионеров была не сдерживающим фактором, а подтверждением необходимости спасения «неконтактных народов» от «дикого существования». Шёнхут обвинил СМИ в поддержке этой версии, игнорирующей историю эксплуатации людей в этом регионе, из-за чего убийство Чау выглядит самообороной. Он предложил переждать ажиотаж в СМИ, чтобы можно было переосмыслить альтернативные точки зрения.
В 2018 году Чау удостоился премии Дарвина, которой награждаются люди погибшие или лишившиеся возможности иметь потомство из-за своего выдающегося по глупости поступка.
Жизнеописанию Чау был посвящён документальный фильм The Mission 2023 года телеканала National Geographic.